# Pęcisław
Pęcisław, Pęcsław, Pęcław, Pęsław – staropolskie imię męskie, złożone z członów Pęci- ("droga, wędrówka") i -sław ("sława"). Oznacza "ten, który podąża drogą sławy".
Pęcisław imieniny obchodzi 4 sierpnia i 24 listopada.
Żeńskie odpowiedniki: Pęcisława, Pęcsława, Pęcława, Pęsława.